# El Miracol de Carabôlla
El miracol de Carabolla (e alter novell in milanes) (Il miracolo di Carabolla (e altre novelle in milanese) in italiano) è una raccolta di storie in dialetto milanese scritta da Luigi Pavia nel maggio 1921 e pubblicata a Bergamo nello stesso anno. Ad oggi è considerata uno dei pochi esempi di prosa in lingua lombarda.

## Struttura del libro

### Introduzione
Nel capitolo introduttivo, denominato "Do ciaccer per intendes" (due chiacchiere per capirsi), l'autore definisce la grafia che usa, che poco si discosta dall'ortografia classica milanese e solo per qualche scelta personale.

### Le novelle
- El Miracol de Carabôlla (Il Miracolo di Carabolla): novella che dà il titolo al libro, è situata in un paese immaginario del milanese, Carabolla, ricco di vitigni e dalla vita quieta. La perpetua poi convince il parroco a restaurare le due chiese della cittadina e per farlo viene chiamato un pittore milanese. Il pittore si trova bene nel paesino, tanto da corteggiare la figlia di un albergatore e una vedova, e passa più tempo a divertirsi che a lavorare, lasciando poi il lavoro a metà per l'estate, promettendo di tornare l'anno venturo. Nel mentre, il paese soffre una gran secca e il parroco decide di organizzare un triduo di preghiera e, nel mezzo della funzione, quattro busti di gesso rappresentanti dei Santi iniziano a sudare: il prete e i paesani gridano al miracolo, ma poco dopo un acquazzone rovina i campi e i vitigni. Per di più, dopo qualche mese, uno dei garzoni del pittore spiega l'origine del miracolo: il pittore, noto alcolizzato, aveva utilizzato le statue come orinale.
- On'Evangelista nœuv (Un Evangelista nuovo): in un paesello della bergamasca vi son quattro imprenditori: Luca, Marco, Giovanni e Barnaba, il più ricco ma anche il più ignorante, che era deluso perché i primi tre erano sempre nominati nelle letture dei Vangeli e credeva quindi di essere escluso per non donare abbastanza alla Chiesa, allora un giorno va dal coauditore protestando e quest'ultimo gli propone di leggere il "vangelo secondo Barnaba" se avesse donato dieci agnelli, cosa che fa, lasciando il prevosto a bocca aperta quando viene nominato tale Vangelo, comperando poi il suo silenzio con la metà degli agnelli.
- El Zepp Pescador come Baron (il Giuseppe Pescatore come Barone): Giuseppe, pescatore, pesca per caso una gran quantità di monete d'oro e di argento e, soddisfatto della nuova ricchezza, decide di acquistare un nuovo fazzoletto alla madre e un anello per la donna di cui è innamorato, Betta. Si avvia dunque per Varese, ma inizia a sprecare i danari per ristoranti e osterie, sino a incontrare quattro disonesti che decidono di approfittarsi di lui per mangiare gratis. Giuseppe se ne rende conto e inizia a spendere tutto per sé, così i suoi "amici" lo picchiano perché non vogliono pagare la loro parte, e dunque si trova costretto a dare in pegno l'anello comperato per la sua amata. Quando torna a casa lo attende un'altra sorpresa: uno dei quattro dell'osteria era il fidanzato di Betta, che le dà quell'anello. Così, Giuseppe, resta senza soldi e senza amore, ma solo col nuovo fazzoletto per la mamma
- La Ca di Spirit (La casa degli Spiriti): in un comune della campagna milanese c'è una casa, attigua al cimitero, che per la popolazione è abitata da uno spirito. Un giorno un cacciatore, orfano e cresciuto in seminario, capisce che lo "spirito" è un branco di uccelli che hanno fatto lì il nido e, dopo averli cacciati, va a viverci dentro in segreto per non pagare l'affitto. I cittadini, però, si convincono che vi si è trasferito uno spirito più cattivo e organizzano una processione verso la casa. Si veste dunque con un abito da frate e inizia a cantare in latino, spaventando la popolazione e lasciando solo il prete che viene invitato a bere un bicchiere: i due decidono di dire alla popolazione che il frate è un eremita e convincono i padroni della casa a lasciarlo vivere gratuitamente
- I Figh de don Mencio (I fighi di don Mencio): A Carabolla muore il vecchio parroco e viene sostituito dal giovane Don Mencio, particolarmente goloso di fichi, prodotto tipico della zona. Dunque, il presbitero di notte va a rubarli di nascosto da una pianta, il cui proprietario decide dopo alcuni giorni di mettere una trappola per il ladro, riempiendo alcuni fichi con sterco di vacca e zucchero. Don Mencio casca nella trappola e l'indomani diventa zimbello persino dei bambini di Carabolla
- L'Anarchich ricostituent (L'Anarchico ricostituente): la storia più lunga del testo, racconta di El Seghizz, anarchico che aveva idee particolari ed era contro tutti: Filippo Turati e i socialisti, Mussolini e i fascisti, Giolitti, il colonialismo e il Risorgimento e conseguente centralismo piemontese. Di professione giornalista, decide un giorno di far esplodere il Tribunale, senza però uccidere nessuno, e i suoi amici - preoccupati che potesse essere ucciso - gli procurano una bomba falsa e quando prova a farla esplodere viene arrestato e picchiato dalla polizia. Al processo gli amici e l'autore della bomba testimoniano in suo favore e il giudice, coraggiosamente, lo assolve e gli commina solamente una multa.
- Malinconij de Stori vecc (Malinconia di Storie vecchie): una raccolta di storie personali dell'autore, del suo periodo come studente del ginnasio, le sue prime prove letterarie, l'incontro con Giuseppe Rovani e altro.